# Уимс-Чартерис, Фрэнсис, 9-й граф Уимс
Фрэнсис Уимс-Чартерис, 9-й граф Уимс, 5-й граф Марч (англ. Francis Wemyss-Charteris, 9th Earl of Wemyss, 5th Earl of March; 14 августа 1795 — 1 января 1883) — шотландский пэр.

## Титулатура
- 9-й граф Уимс (Пэрство Шотландии)
- 9-й лорд Уимс из Элхо (Пэрство Шотландии)
- 5-й виконт Пиблс (Пэрство Шотландии)
- 5-й лорд Дуглас из Найдпата, Лайна и Мунарда (Пэрство Шотландии)
- 5-й граф Марч (Пэрство Шотландии)
- 9-й лорд Элхо и Метхил (Пэрство Шотландии)
- 2-й барон Уимс из Уимса в графстве Файф (Пэрство Соединённого королевства)

## Происхождение и образование
Родился 14 августа 1795 года. Старший сын Фрэнсиса Дугласа, 8-го графа Уимса (1772—1853), и Маргарет Кэмпбелл (? — 1850), дочери Уолтера Кэмбелла из Шоуфилда и Айлей.
Он получил образование в колледже Крайст-Черч, Оксфорд.

## Карьера
Великий мастер Великой ложи Шотландии (1827—1830), он был принят в Королевскую роту лучников, получив звание генерал-майора в 1842 году.
После смерти отца 28 июня 1853 года Фрэнсис Уимс-Чартерис унаследовал титулы 9-го графа Уимса и 5-го графа Марча. Он служил лордом-лейтенантом Пиблсшира с 1853 по 1880 год.

## Личная жизнь
22 августа 1817 года он женился на леди Луизе Бингем (1 марта 1798 — 16 апреля 1882) в Париже, Франция. Леди Луиза была дочерью Ричарда Бингема, 2-го графа Лукана, и леди Элизабет Беласис (третья дочь Генри Беласиса, 2-го графа Фоконберга, и бывшая жена Бернарда Говарда, 12-го герцога Норфолка). У супругов было шестеро детей:
- Фрэнсис Ричард Чартерис, 10-й граф Уимс (4 августа 1818 — 30 июня 1914), женившийся на леди Энн Ансон, второй дочери Томаса Ансона, 1-го графа Личфилда.
- Подполковник Достопочтенный Ричард Чартерис (25 июля 1822 — 16 марта 1874), который женился на леди Маргарет Батлер, дочери Ричарда Батлера, 2-го графа Гленгалла[англ.].
- Маргарет Чартерис-Уимс-Дуглас (1824—1836), умерла молодой.
- Леди Энн Чартерис (29 июля 1829 — 16 августа 1903), которая вышла замуж за Джорджа Гревилла, 4-го графа Уорика, в 1852 году.
- Леди Луиза Уимс-Чартерис (28 сентября 1830 — 16 марта 1920), в 1854 году она вышла замуж за политика Уильяма Уэллса.
- Капитан Достопочтенный Уолтер Чартерис-Уимс-Дуглас (10 апреля 1828 — 25 октября 1854), погибший в битве при Балаклаве.
- Капитан Достопочтенный Фредерик Уильям Чартерис (28 февраля 1833 — 10 октября 1887), с 1864 года женат на леди Луизе Кеппел, дочери Джорджа Кеппела, 6-го графа Альбемарля.

Леди Уимс умерла 16 апреля 1882 года. Менее чем через год, 1 января 1883 года, умер лорд Уимс.